# Nachhaltigkeitsstrategie Nordrhein-Westfalen
Mit der Nachhaltigkeitsstrategie Nordrhein-Westfalen (auch nachhaltigkeit.nrw) verpflichtet sich das Bundesland NRW zur Umsetzung der Ziele nachhaltiger Entwicklung. Diese Nachhaltigkeitsstrategie fügt sich in die entsprechende Strategie der Bundesrepublik und der anderen Bundesländer ein, und ist von den Zielen für nachhaltige Entwicklung der UNO abgeleitet.

## Geschichte
Das Landeskabinett Nordrhein-Westfalen beschloss im  September 2015 den Entwurf einer Nachhaltigkeitsstrategie, womit ein Beteiligungsverfahren startete. Im Juni 2016 wurde die erste NRW-Nachhaltigkeitsstrategie dann verabschiedet.
Teil der Strategie ist ein Ziel- und Indikatorensystem für 19 Handlungsfelder, mit dem die Landesregierung (meist bis zum Jahr 2030) Ziele für politische Themen festlegt. Dem ging ein Konsultationsprozess mit Nichtregierungsorganisation voraus, die den Strategieentwurf kommentierten sowie Ergänzungs- und Änderungsvorschläge einbrachten.
Die Entwicklung der Indikatoren wird vom Statistischen Landesamt (IT.NRW) aufbereitet und im Internet publiziert.
Die Nachhaltigkeitsstrategie soll alle vier Jahre fortgeschrieben werden.
Die neue Landesregierung hat beschlossen, bis Anfang 2019 die Strategie zu überarbeiten, um insbesondere das Ineinandergreifen mit der neuen Deutschen Nachhaltigkeitsstrategie von 2017 zu verbessern. Zudem soll geprüft werden, wie Themenfelder wie Mobilität und Bildung verstärkt in der Strategie berücksichtigt werden können. 2019 soll auch ein neuer Indikatorenbericht veröffentlicht werden.
Am 22. September 2020 wurde von der nordrhein-westfälischen Landesregierung eine weiterentwickelte NRW-Nachhaltigkeitsstrategie verabschiedet. Sie trägt den Titel: „Die globalen Nachhaltigkeitsziele konsequent umsetzen“. Als vierzehn Herausforderungen mit besonderer Bedeutung werden darin beschrieben:
- Struktureller Wandel des Wirtschaftsstandortes Nordrhein-Westfalen durch Innovation und Forschung;
- Energieversorgung umweltfreundlich, sicher und bezahlbar gestalten;
- Einhaltung der Pariser Klimaschutzziele;
- Nordrhein-Westfalen klimafest machen;
- Digitalisierung beschleunigen und nachhaltig gestalten;
- Die regionale Vielfalt in Nordrhein-Westfalen bewahren, urbane Zentren und ländliche Regionen ausgewogen und lebenswert gestalten;
- Natürliche Lebensgrundlagen erhalten;
- Ressourcenschonende, leistungsfähige, intelligente und bedarfsgerechte Mobilität mit der zugehörigen Infrastruktur in ganz Nordrhein-Westfalen sicherstellen;
- Gesundheit und Wohlergehen im demografischen Wandel bewahren;
- Sozialen und gesellschaftlichen Zusammenhalt fördern;
- Berufliche Chancen von Frauen verbessern;
- Integration von Flüchtlingen;
- Bildungschancen für alle gleichermaßen sicherstellen und Bildungspotenziale der Menschen ausschöpfen; und
- Tragfähige öffentliche Finanzen sicherstellen.